# Richmond (Familienname)
Richmond ist ein englischer Familienname.

## Namensträger
- Anthony Richmond, Pseudonym von Tonino Ricci (1927–2014), italienischer Regisseur und Drehbuchautor
- Anthony B. Richmond (* 1942), britischer Kameramann
- Anthony H. Richmond (1925–2017), britisch-kanadischer Soziologe
- Barney Richmond († ≈2005), US-amerikanischer Jazzmusiker
- Bill Richmond (Boxer) (1763–1829), US-amerikanischer Boxer
- Bill Richmond (Drehbuchautor) (1921–2016), US-amerikanischer Musiker und Drehbuchautor
- Bill Richmond (Regisseur) (* 1958), US-amerikanischer Fernsehregisseur und -produzent
- Branscombe Richmond (* 1955), US-amerikanischer Schauspieler und Stuntman
- Bruce Lyttelton Richmond (1871–1964), britischer Herausgeber
- Cassius M. Richmond, US-amerikanischer Zahnarzt
- Cedric Richmond (* 1973), US-amerikanischer Politiker
- Charles Wallace Richmond (1868–1932), US-amerikanischer Zoologe
- Christopher William Richmond (1821–1895), neuseeländischer Politiker
- Cora Richmond (1840–1923), US-amerikanische Spiritistin und Schriftstellerin
- Dannie Richmond (1935–1988), US-amerikanischer Schlagzeuger
- Danny Richmond (* 1984), US-amerikanischer Eishockeyspieler
- David Richmond-Peck (* 1974), kanadischer Schauspieler
- Dorothy Kate Richmond (1861–1935), neuseeländische Malerin
- Fred Richmond (1923–2019), US-amerikanischer Politiker
- George Richmond, britischer Kameramann
- Geraldine L. Richmond (* 1953), US-amerikanische Physikerin und Chemikerin
- Herbert Richmond (1871–1946), britischer Admiral und Marinehistoriker
- Herbert Richmond (Mathematiker) (1863–1948), britischer Mathematiker
- Hiram Lawton Richmond (1810–1885), US-amerikanischer Politiker
- Howie Richmond (1918–2012), US-amerikanischer Musikverleger
- Ian Archibald Richmond (1902–1965), britischer Klassischer Archäologe
- James Richmond (Fußballspieler) (1858–1898), schottischer Fußballspieler
- James Richmond (Eishockeyspieler) (* 1964), kanadischer Eishockeyspieler, -trainer und -funktionär
- James Buchanan Richmond (1842–1910), US-amerikanischer Politiker
- Jeff Richmond (* 1961), US-amerikanischer Komponist, Schauspieler und Fernsehproduzent
- Jenna Richmond (* 1991), US-amerikanische Fußballspielerin
- John Richmond (* 1960), britischer Modedesigner
- Jonathan Richmond (1774–1853), US-amerikanischer Politiker
- June Richmond (1915–1962), US-amerikanische Jazzsängerin und Schauspielerin
- Kane Richmond (1906–1973), US-amerikanischer Schauspieler
- Kenneth Richmond (1926–2006), englischer Ringer
- Kim Richmond (1940–2024), US-amerikanischer Jazzsaxophonist, Arrangeur und Komponist
- Leigh Richmond (1911–1995), US-amerikanischer Science-Fiction-Autorin
- Mark H. Richmond (* 1931), britischer Mikrobiologe
- Mary Elizabeth Richmond (1853–1949), neuseeländische Lehrerin, Autorin und Initiatorin der Kindergarten-Bewegung in Neuseeland
- Mary Ellen Richmond (1861–1928), US-amerikanische Pionierin der Sozialen Arbeit
- Michael Richmond (* 1960), australischer Eisschnellläufer und Shorttracker
- Mike Richmond (* 1948), US-amerikanischer Jazzbassist
- Mitch Richmond (* 1965), US-amerikanischer Basketballspieler
- Neale Richmond (* 1985), irischer Politiker (Fine Gael)
- Philip Richmond (1890–1958), englischer Fußballspieler
- Ryan Richmond (* 1996), kanadisch-guyanischer Basketballspieler
- Ted Richmond (1910–2013), US-amerikanischer Filmproduzent
- Tequan Richmond (* 1992), US-amerikanischer Schauspieler
- Timothy J. Richmond (* 1948), US-amerikanischer Molekularbiologe
- Tom Richmond (Cricketspieler) (1890–1957), britischer Cricketspieler
- Tom Richmond (Kameramann) (1950–2022),  US-amerikanischer Kameramann
- Tom Richmond (Illustrator) (* 1966),  US-amerikanischer Künstler und Illustrator
- Tony Richmond, siehe Anthony B. Richmond
- Walt Richmond (1922–1977), US-amerikanischer Science-Fiction-Autor
- Walt Richmond (Musiker), US-amerikanischer Musiker
- Warner Richmond (1886–1948), US-amerikanischer Schauspieler
- William Richmond (Biochemiker) (1941–2010), britischer Biochemiker
- William Blake Richmond (1842–1921), britischer Maler und Dekorateur